# (13112) Montmorency
(13112) Montmorency ist ein Asteroid des Hauptgürtels. Er wurde am 18. August 1993 vom belgischen Astronomen Eric Walter Elst am Observatoire de Calern (IAU-Code 010) nördlich von Grasse in Frankreich entdeckt.
Der Asteroid wurde am 2. Dezember 2009 nach dem niederländischen Admiral und Freiheitskämpfer Philippe de Montmorency, Graf von Hoorn (* zwischen 1518 und 1526; † 1568) benannt, der auf Befehl des Herzogs von Alba gemeinsam mit Lamoral Graf Egmond als Führer des Widerstands enthauptet wurde.
Der Himmelskörper ist Mitglied der Koronis-Familie, einer Gruppe von Asteroiden, die nach (158) Koronis benannt ist.